# Željne
Željne este o localitate din comuna Kočevje, Slovenia, cu o populație de 498 de locuitori.